# Ludeca af Mercia
Ludeca eller Ludica var konge af det angelsaksiske kongerige Mercia fra 826 til 827. Han blev konge efter Beornwulf døde i kamp mod de oprørske East Angles, men han selv blev også dræbt i et forsøg på at underkaste sig dem det efterfølgende år.
Den Angelsaksiske Krønike beskriver blot at Ludeca "blev slået, og hans fem Ealdormen med ham", men Florence af Worcester (der som tilfældigvis har den samme 2-års forskydningsfejl, som den tidligere Kørnike - begge fastsætter begivenheder til 825 i stedet for 827), beksriver historien som: "Ludecan, kong af mercianerne, mønstrede sine tropper og ledte sin hær ind i east anglernes provins for at tage hævn over sin fogænger kong Beornulfs død. Han blev hurtigt mødt af de indfødte, og deres konge, der i en alvorlig kamp slog ham og hans fem Ealdormen, og rigtig mange af hans tropper, go sendte resten på flugt. Wiglaf efterfulgte ham i hans fantastiske kongerige."
Inden Ludecas regeringstid bliver han nævnt i to chartre fra 824 som en dux under Beornwulf. Fitzwilliam Museum på University of Cambridge har en sølvpenny, der blev slået under Ludecas regeringstid, som menes at være blevet slået i Ipswich af Wærbeald.
I 2016 blev der fundet en mønt fra 826, der viste at Ludeca havde hersket over London. Inden den blev fundet mente man, at Wessex havde erobret London fra mercianerne under slaget ved Ellandun i 825.